# Hermann Julius Kolbe
Hermann Julius Kolbe (Halle, Westfalen, 2 juni 1855 - Berlijn, 26 november 1939) was een Duits entomoloog.
Kolbe werd geboren in Halle, provincie Westfalen. Hij was conservator van het Zoölogisch Museum  in Berlijn van 1890 tot 1921. Hij was op entomologisch gebied gespecialiseerd in kevers (Coleoptera), stofluizen (Psocoptera) en de netvleugeligen (Neuroptera). Hij stierf in 1939, in Berlin-Lichterfelde.

## Enkele werken
- Beziehungen unter der Arten von Poecilaspis (Cassididae) nebst Beschreibung einer von Herrn R. Rohde in Paraguay endeckten neuen Species dieser Gattung (1887).
- Beiträge zur Zoogeographie Westafrikas nebst einem Bericht über die während der Loango-Expedition von Herrn Dr. Falkenstein bei Chinchoxo gesammelten Coleoptera (1887).
- Eine von Herrn Dr. med. Drake in Paraguay entdeckte neue Canistra-art (1887).
- Käfer und Netzflüger Ost-Afrikas. In: K. Möbius (red.), Deutsch-Ost-Afrika. Wissenschaftliche Forschungsresultate über Land und Leute unseres ostafrikanischen Schutzgebietes und der Angrenzenden Länder. Deel IV. Die Thierwelt Ost-Afrikas und der Nachbargebiete. Wirbellose Thiere (1898).

- Gemeinsame Normdatei: 117531014
- International Standard Name Identifier: 0000 0000 8177 9781
- Library of Congress Control Number: no2019000036
- SNAC: w6w40tp5
- Système universitaire de documentation: 103929029
- Virtual International Authority File: 111448241
- WorldCat: E39PBJbWvBTg8k9M98BK8VgHYP